# Cacería de leones de Asurbanipal

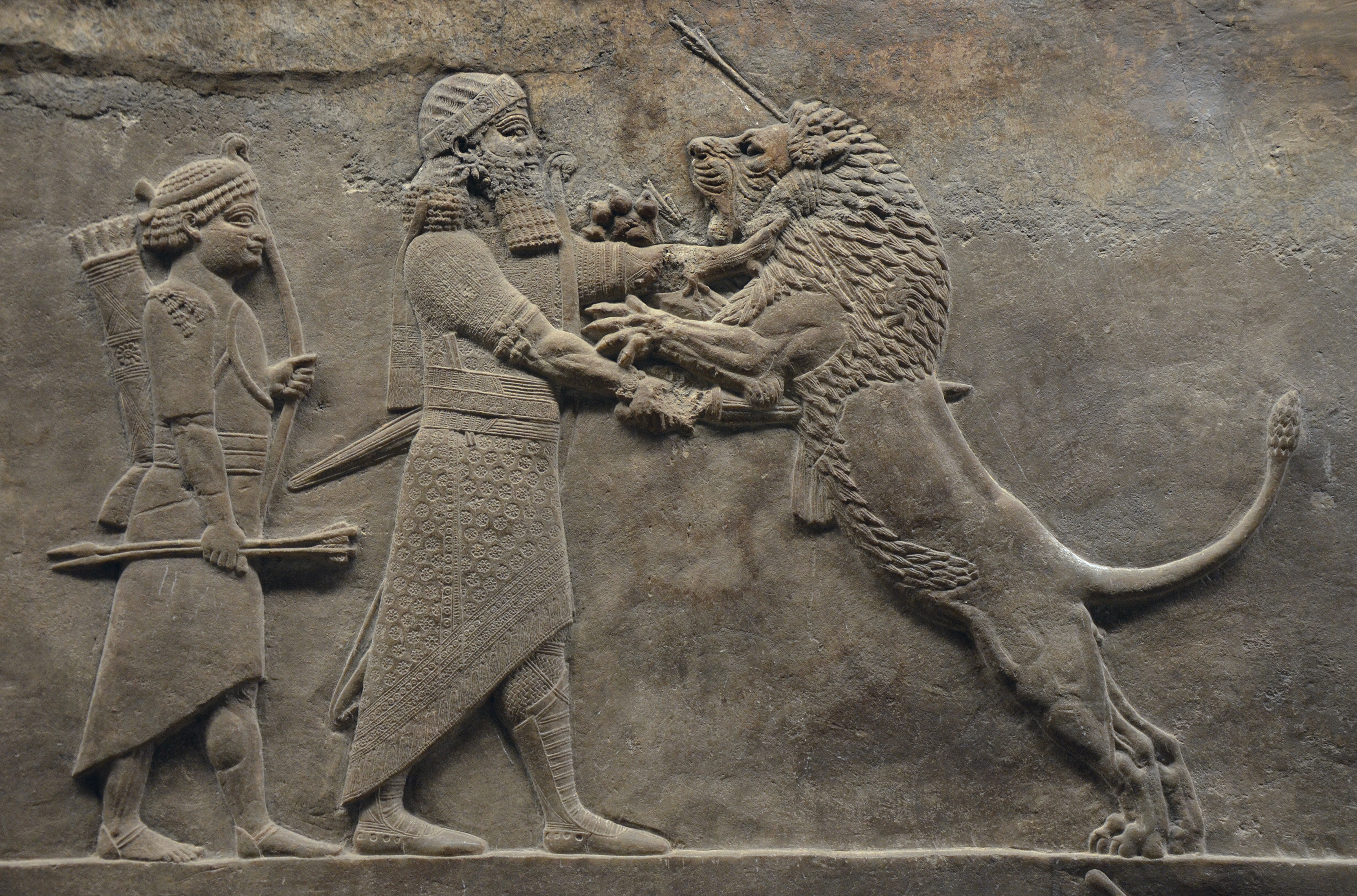
Asurbanipal mata un león con la espada - La cacería de leones de Asurbanipal (detalle).

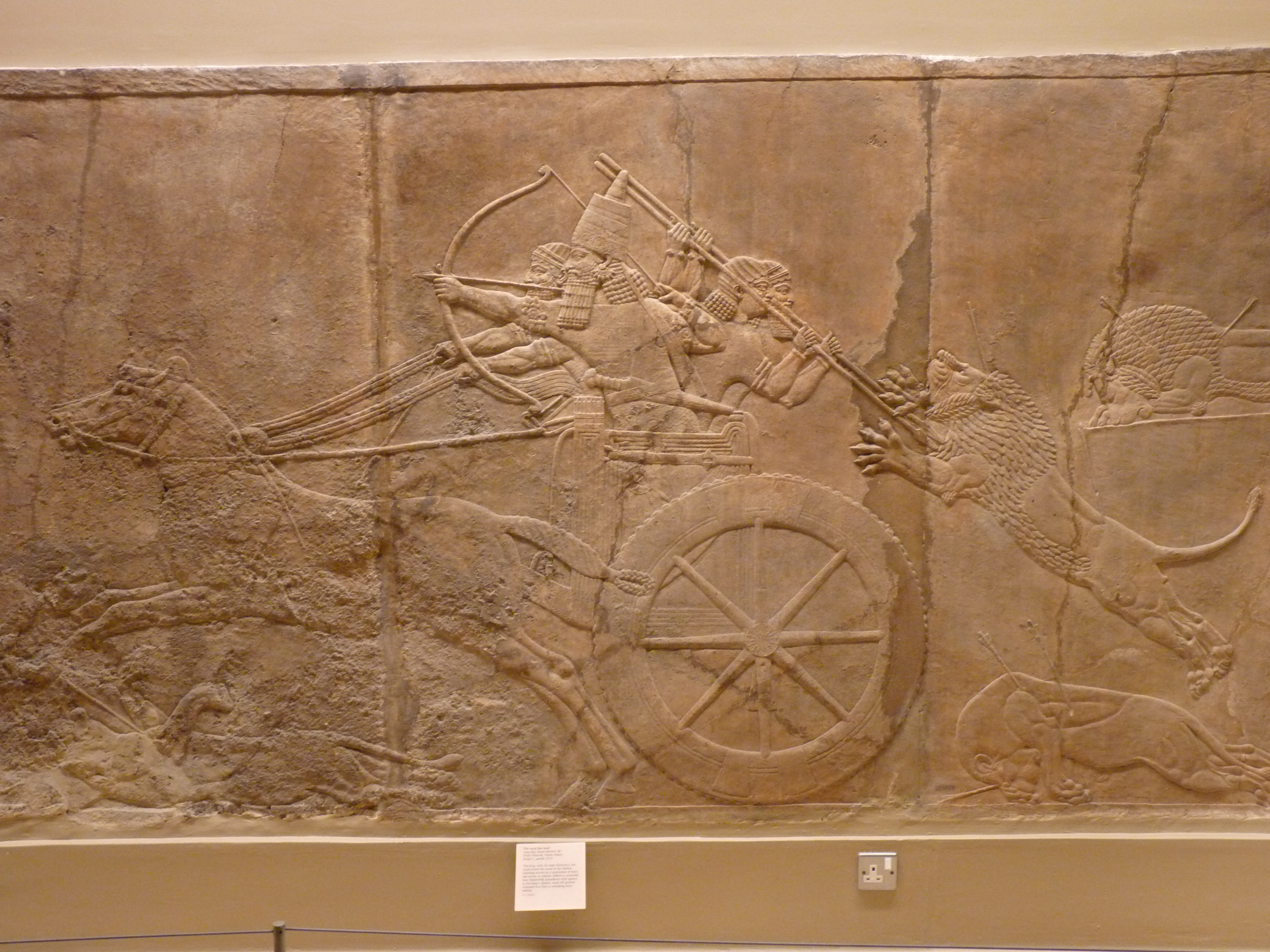
Asurbanipal lanza flechas desde su carro, mientras los asistentes repelen a un león que lo ataca desde atrás- La cacería de leones de Asurbanipal (detalle).

La "Cacería de leones de Asurbanipal" es una famosa obra del arte asirio compuesta por un grupo de bajorrelieves, originariamente ubicados en el "Palacio Norte" de Nínive y ahora expuestos en la Sala 10 del Museo Británico, considerados en conjunto una de las obras maestras de la producción artística de este pueblo mesopotámico. Los relieves muestran diversas escenas de una cacería ritual organizada en el interior de un espacio acotado en la cual el rey Asurbanipal (reinado, 668-631 a. C.) masacra con flechas, lanza o espada a los leones azuzados contra él por asistentes y servidores. Este grupo escultórico fue realizado entre el 645 y el 635 a. C. y dispuesto en diversas zonas del palacio imperial. Originalmente, los relieves estaban pintados y contribuían con sus vivos colores a la decoración palaciega.
Las losas o ortostatos del Palacio Norte fueron excavados por Hormuzd Rassam en 1852-54 y William Loftus en 1854-55 y la mayor parte fue enviada al British Museum donde desde entonces han sido muy apreciados tanto por el público como por los historiadores del arte. El realismo de los leones ha sido siempre elogiado, aunque la compasión ante los animales malheridos que los espectadores modernos tienden a sentir quizás no formaba parte de la respuesta psicológica asiria a la obra. Entre los primeros espectadores victorianos llevó a crear un arquetipo de los soberanos asirios como crueles y despiadados. Las figuras humanas se ven principalmente en poses formales, de perfil (especialmente el rey que aparece en todas las escenas) mientras los leones son representados en una gran variedad de posturas, vivos, moribundos y muertos.
Las grabados se remontan al último periodo de producción del arte asirio y, en este caso, ponen fin a 250 años de producción que vieron la realización de los relieves de los palacios reales asirios, y  muestran la forma más refinada. Asurbanipal fue de hecho el último gran rey asirio y tras su muerte, el imperio neoasirio colapsó en una espiral de guerras civiles e invasiones extranjeras. En 612 a. C., unos 25 años después de la creación de la Cacería de leones, el imperio se derrumbó y Nínive fue saqueada, quemada y abandonada.

## La caza de leones asiria

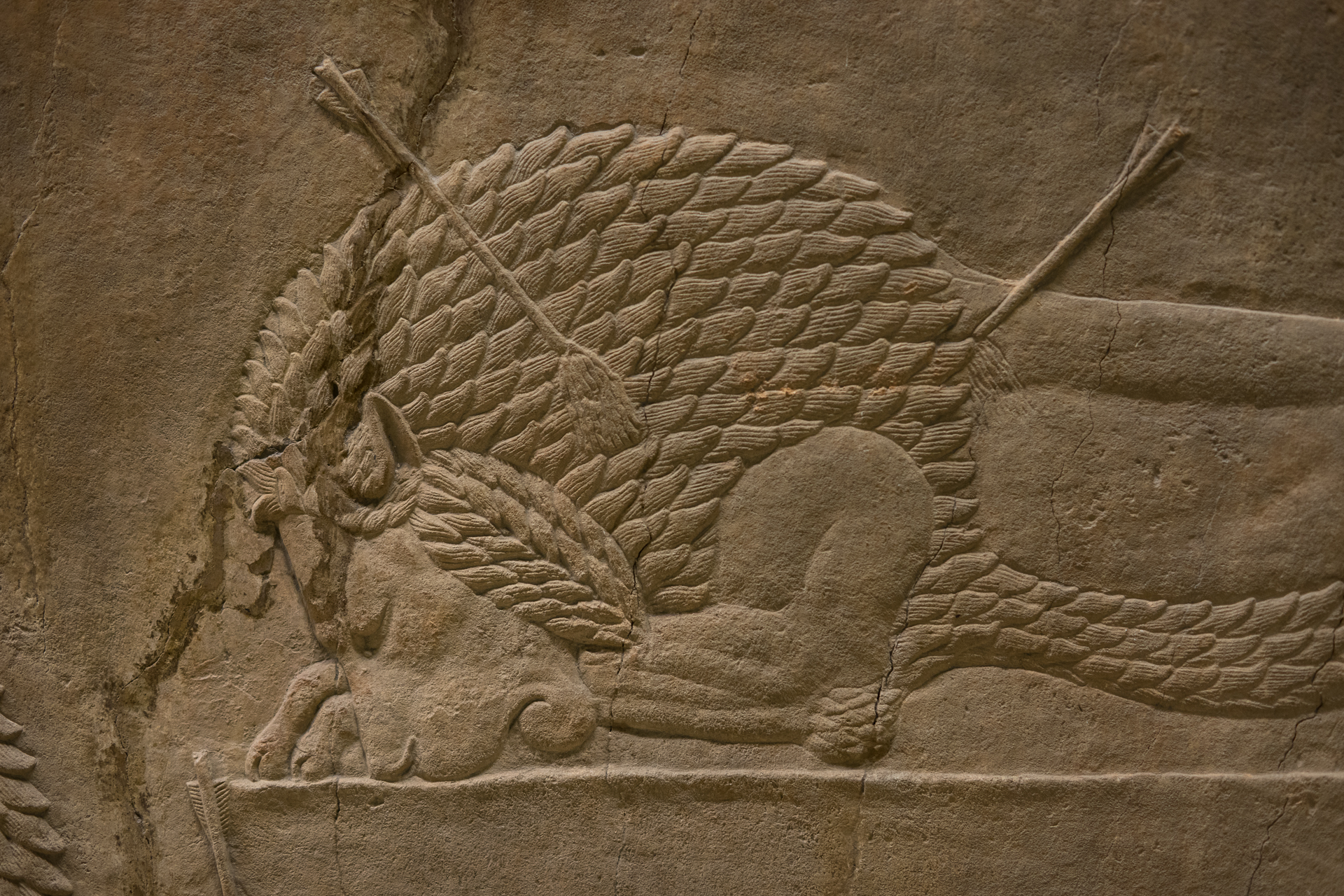
León muerto a flechazos- La cacería de leones de Asurbanipal (detalle).

Aproximadamente un milenio antes de la realización de estos relieves, la caza de leones ya se había convertido, en Mesopotamia, en prerrogativa de la realeza y a menudo se representaba a los reyes practicándola. Una carta superviviente sobre una tablilla de arcilla informa que cuando un león entraba en una finca en las provincias, debía ser atrapado y llevado en barca al rey. Esto indica una dimensión religiosa en esta actividad, sugerida por el relieve en el cual Asurbanipal vierte una libación sobre los cuerpos recogidos de los leones muertos, quizás con una intención apotropaica. Ya desde Sumer fue un tema simbólico destacado entre los pueblos mesopotámicos, apareciendo en abundancia en cilindrosellos, tablillas, relieves y frescos. El héroe o, posteriormente, rey, luchando contra fieras salvajes simbolizaba la victoria sobre el Mal y el Caos, que estos últimos representaban. Una variante también popular, Gilgamesh enfrentándose a un león, decoraba precisamente el sello real asirio. En estas cacerías rituales, el soberano, como sumo sacerdote, vencía a las fuerzas del mal simbolizadas por las fieras, para perpetuar el orden divino y traer la prosperidad a sus tierras.
En general, estas "cacerías reales de leones" eran concebidas como las posteriores venationes de la Antigua Roma: en un espacio artificial, una arena, se simulaba la caza, que en realidad se gestionaba como una corrida. Los leones, en jaulas, se liberaban en un espacio circunscrito de soldados asirios dotados de altos escudos y lanzas que actuaban a un tiempo de guardianes y de batidores. Los relieves muestran también algunos asistentes con mastines encadenados para mejor controlar a las fieras. Los leones eran azuzados al encuentro del rey y sus ayudantes (soldados armados con espadas, arcos y lanzas) debidamente protegidos con corazas. En la práctica, la caza del león podía realizarse de tres maneras, como bien ejemplifican los relieves de Asurbanipal: con arco y flechas, con lanza o con espada. En los dos primeros casos, el cazador iba montado: a caballo o sobre un carro de guerra. El recurso de las flechas podía no ser concluyente: los relieves muestran claramente leones que, a pesar de las flechas clavadas, cargan contra el rey y son repelidos por los guardias armados con lanzas. La caza del león con espada daba lugar sin embargo a un enfrentamiento cuerpo a cuerpo, a pie. Práctica ciertamente más arriesgada, no era una empresa imposible. Los leones asiáticos son más pequeños que los africanos. Parece probable que, como se realizó de modo tradicional hasta principios del siglo XX, "el cazador de leones se envolvía el brazo derecho con una enorme cantidad de hilo de pelo de cabra o tela de tienda" y lo usaba para provocar y distraer al león mientras lo apuñalaba con la espada. El manguito defensivo nunca es representado en los relieves asirios, que por convención artística muestran en cambio al rey en una pose heroica mientras agarra con la izquierda el león por la melena y le traspasa el corazón con la espada empuñada en la derecha.
Un rey asirio anterior, Asurnasirpal II (reinado, 883-859 a. C.), ya había encargado relieves de una cacería de leones en su palacio de Nimrud aproximadamente 200 años antes de Asurbanipal. En inscripciones de 865 a. C. aproximadamente, se jactaba de que "los dioses Ninurta y Nergal, que aman mi sacerdocio, me han dado los animales salvajes de las llanuras, ordenándome cazar. 30 elefantes he atrapado y matado; 257 grandes toros salvajes he abatido con mis armas, atacando desde mi carro; 370 grandes leones he matado con lanzas de caza". Se muestra a Asurnasirpal disparando flechas a los leones desde su carro, así pues quizás esta era una caza más convencional, en campo abierto (o una simulación de caza efectuada en la arena).
En los relieves posteriores los leones capturados son claramente liberados en un espacio cerrado, formado por soldados que levantan un muro de escudos dirigiendo a las fieras hacia un punto predeterminado. Algunos se muestran siendo liberados de cajas de madera por un sirviente que, a salvo en una caja más pequeña encima de la de la fiera, levanta la puerta.
A veces los leones eran criados directamente en cautiverio por los asirios. También Asurnasirpal II, en una inscripción, afirma: "Con corazón feroz he capturado 15 leones de las montañas y de los bosques. He llevado 50 crías de león. Los reuní en Kalhu y en los palacios de mi tierra en jaulas. He criado sus cachorros en gran número".
A pesar de la caza, los cada vez más escasos leones mesopotámicos sobrevivieron en el desierto hasta 1918, en que fue muerto el último.

## Descripción y colocación originaria
Hay aproximadamente dos docenas de escenas de caza de leones registradas en los relieves de los palacios asirios la mayor parte de las cuales ofrecen un tratamiento del tema mucho más breve que los relieves de Asurbanipal. Las paredes de los palacios neoasirios estaban ampliamente decoradas con relieves: bajorrelieves sobre losas en su mayoría de alabastro o yeso, material abundante en el norte de Irak. Los relieves también representan otros animales cazados pero el tema principal de los relieves narrativos eran siempre las campañas militares del rey que encargaba las obras. Otros relieves mostraban al rey, su corte, el "genio alado" y las divinidades protectoras menores, los lamassu.
La mayor parte de los relieves ocupaban las paredes de las grandes salas del palacio, extendiéndose por varias salas consecutivas. La Cacería de leones de Asurbanipal ocupaba en cambio otros ambientes del Palacio Norte: en su mayoría pasajes relativamente estrechos que conducían a las salas más grandes. Desafortunadamente, la serie no está completa. Algunas losas estaban también originariamente colocadas en la parte superior, aunque habían caído al nivel del suelo cuando fueron descubiertas. Su escenario original no era, en términos de dimensiones, muy diferente de como están expuestas hoy, aunque el techo era más alto. El mismo palacio tiene un relieve mucho menos usual mostrando un león macho y una hembra (dormitando) relajados en un exuberante jardín del palacio: un "idilio sombrío" que probablemente representa a los animales domésticos del rey.

## Las escenas

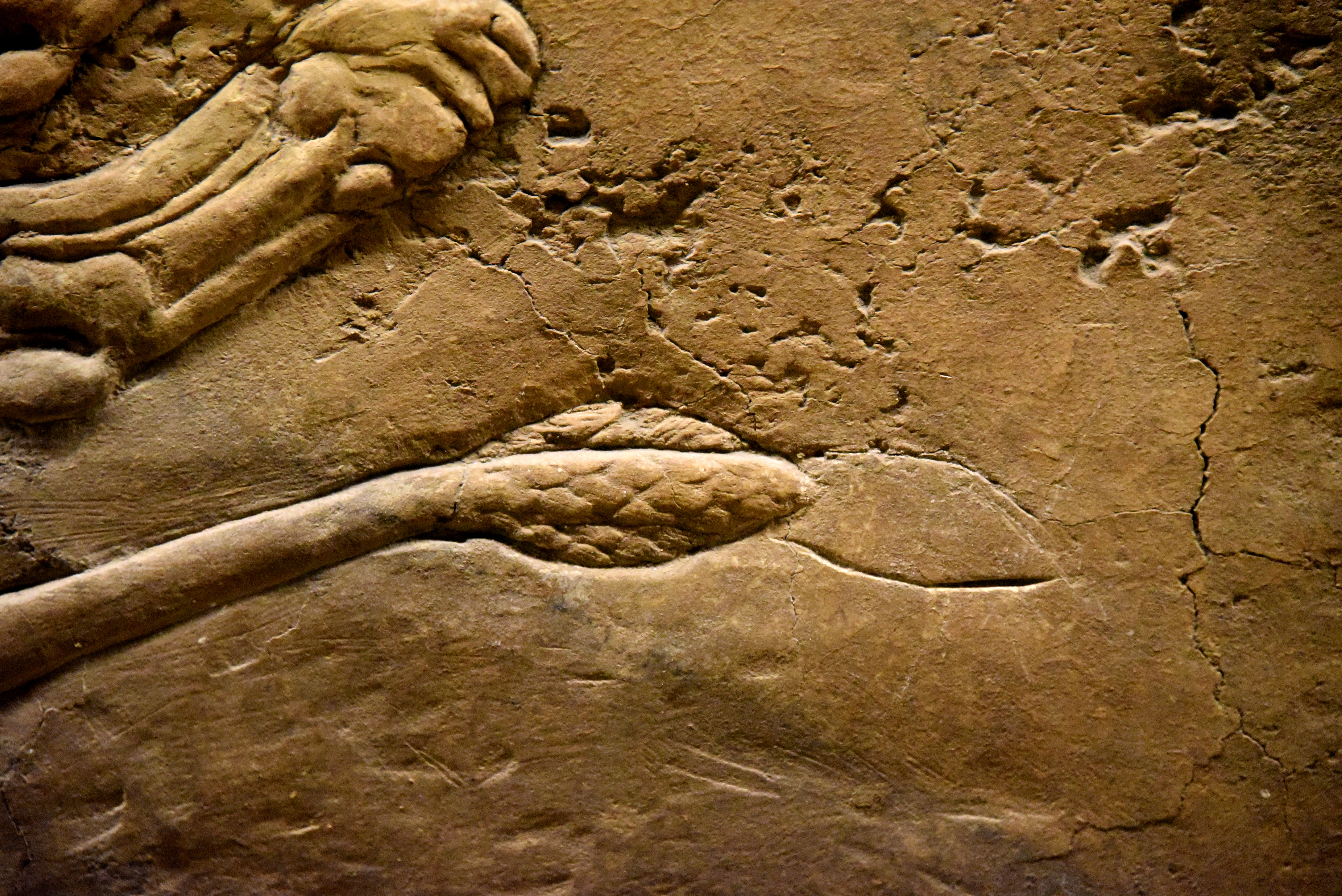
Penacho de la cola de un león muerto, inicialmente colocado por el artista más a la derecha de lo necesario - La cacería de leones de Asurbanipal (detalle)

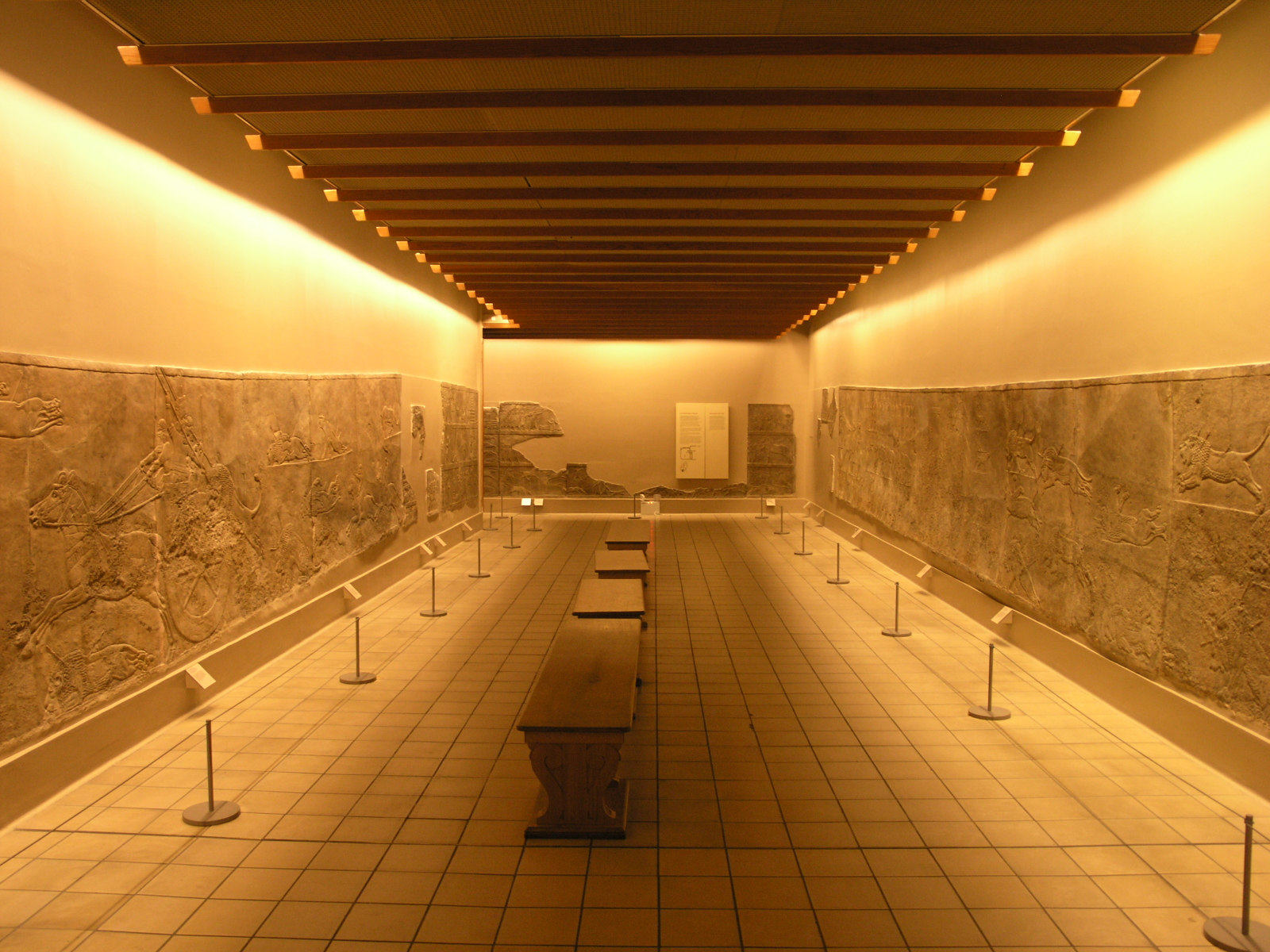
Sala 10 del British Museum. A la izquierda, las escenas mejor conservadas de la Caza. Las más pequeñas, en un registro triple, al fondo.

Algunos de los relieves de la caza del león ocupan toda la altura de la losa y muestran así un único registro horizontal, mientras los demás relieves narrativos del palacio, como aquellos dedicados a las campañas militares, tienen un doble registro. Los relieves provenientes del espacio superior presentan escenas sobre tres registros. La línea del terreno está indicada claramente pero a algunos leones se asignan líneas de tierra individuales cuando forman parte de una escena más amplia. Además de los animales, representados con "extraordinaria sutileza de observación", son particularmente hermosos los detalles del ropaje del rey. En una fase avanzada de su ejecución, las colas de casi todos los leones en los relieves de registro único fueron acortadas.
Las escenas con registro único muestran tres representaciones de grandes dimensiones sobre un lado del pasillo. Se muestra la arena de los escudos, con una multitud de cortesanos subiendo sobre una colina boscosa para tener una buena vista o alejándose de esta peligrosa actividad. En la cima de la colina hay un pequeño edificio a su vez ornamentado con un relieve con escenas de caza al león, probablemente un pabellón de caza, para la previa preparación del evento y el posterior descanso. El rey se prepara sobre su carro, los caballos sujetados por los palafreneros. Los cazadores, con grandes mastines y lanzas, esperan en la arena a cualquier león que se acerque demasiado al muro de escudos. En la gran escena con el rey que caza sobre su carro, se muestran un total de 18 leones, la mayoría muertos o heridos. El otro lado del pasillo tenía escenas parecidas con el carro real en acción mostrado dos veces.
Otro grupo de relieves, algunos originariamente colocados en el piso de arriba y otros en una pequeña "cámara-puerta privada", están dispuestos en tres registros con una franja lisa entre ellos, con las figuras mucho más pequeñas. Algunas escenas se repiten, pero no exactamente, entre los dos grupos. De aquí salen los leones liberados de las jaulas que cargan hacia el rey a pie, y también el rey que vierte una libación sobre los cuerpos recogidos de los leones muertos. Algunos de estos relieves están conservados hoy en París, mientras otros se han perdido y solo se conoce su contenido porque fueron registrados por medio de dibujos: escenas que muestran al rey cazando leones y otros animales salvajes; gacelas empujadas por los batidores hacia el rey que, escondido en un hoyo, las abate con el arco; en una escena, el mismo león se muestra en tres escenas sucesivas (saliendo de la jaula; cargando hacia el rey; saltando sobre el rey) como en un moderno cómic.

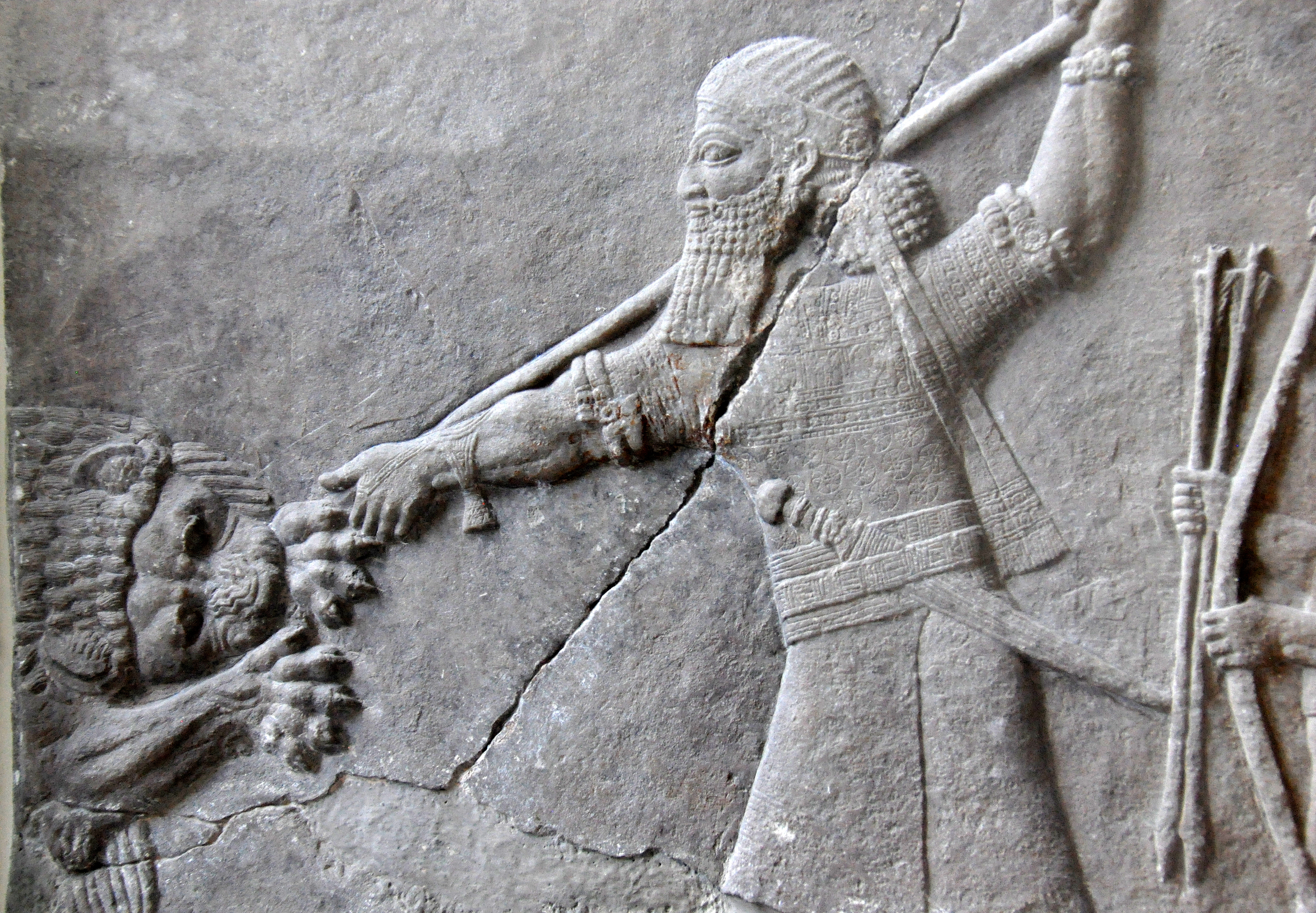
Asurbanipal hiere a un león con la lanza desde su carro. - relieve conservado en el Museo de Pérgamo.
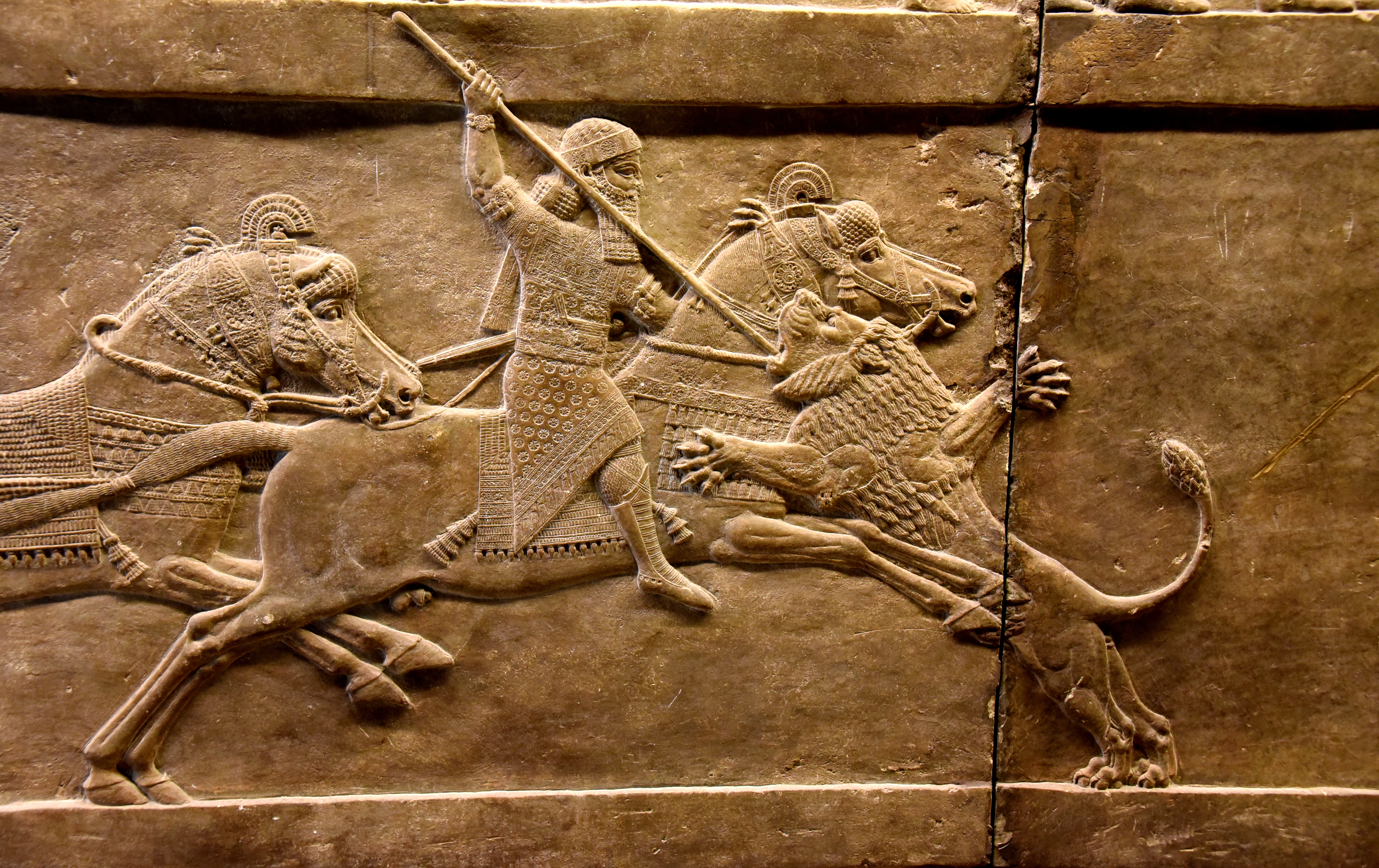
Asurbanipal hiere a un león con la lanza desde su caballo.
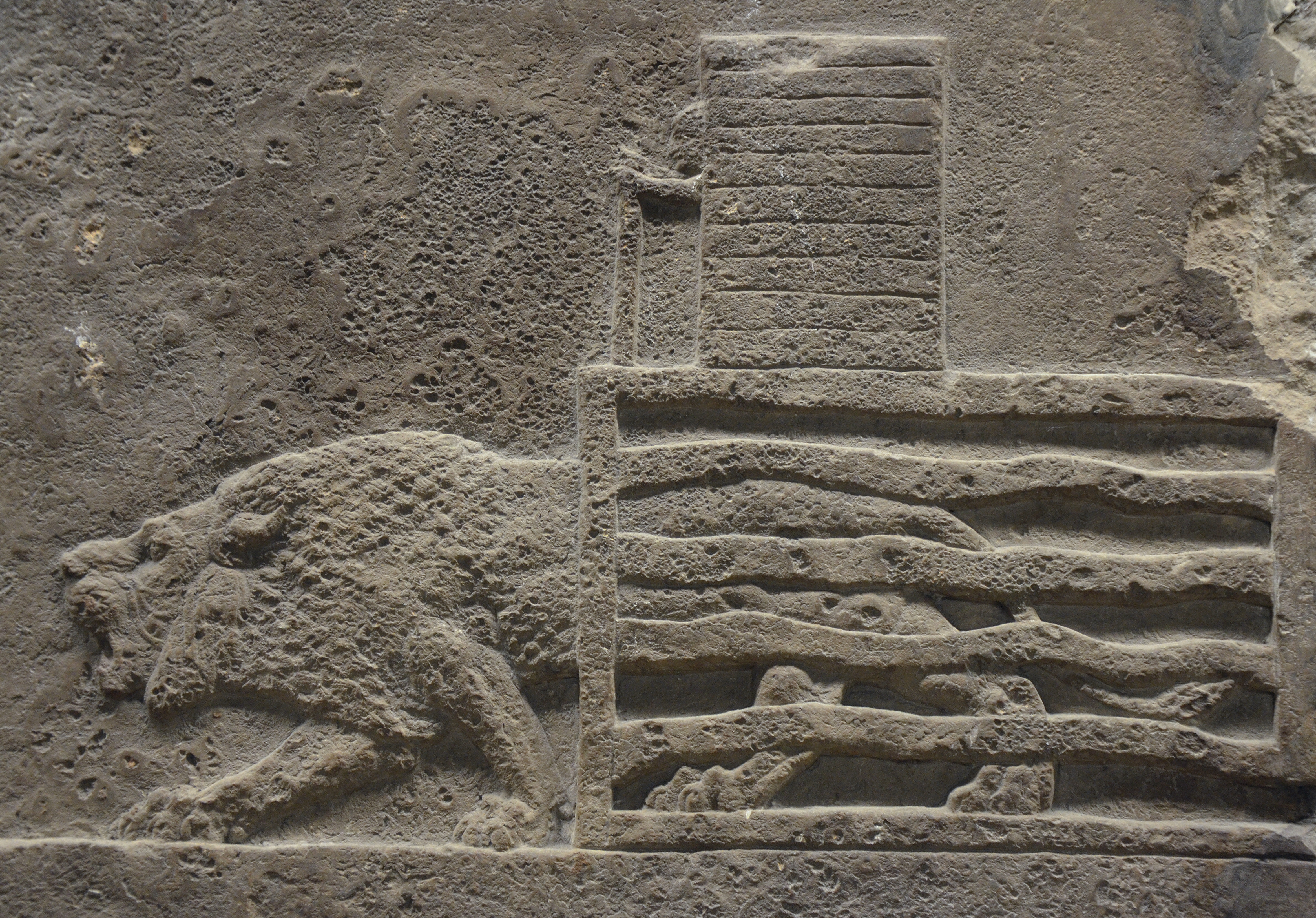
Un sirviente libera a un león de su jaula.
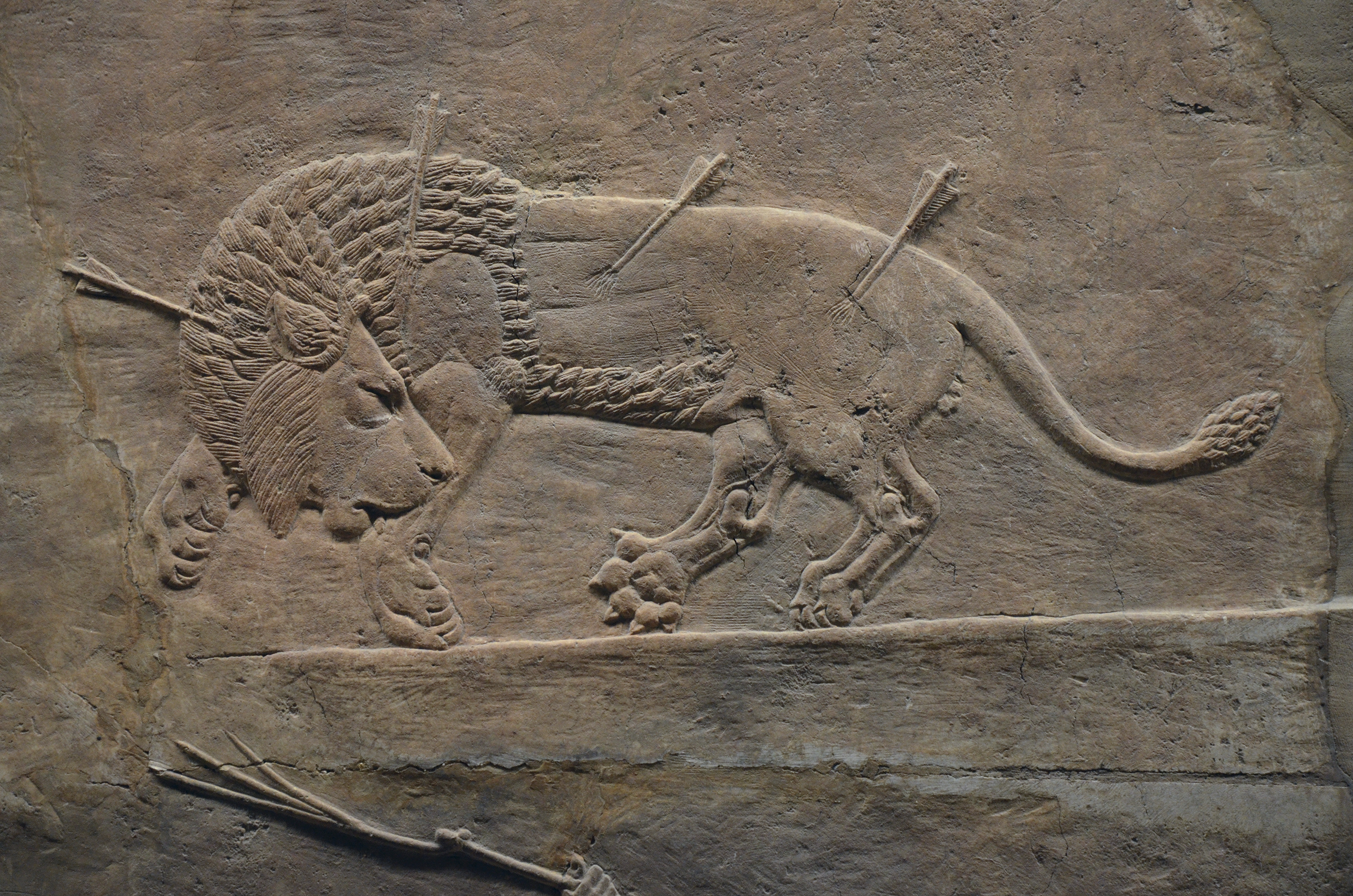
León herido.

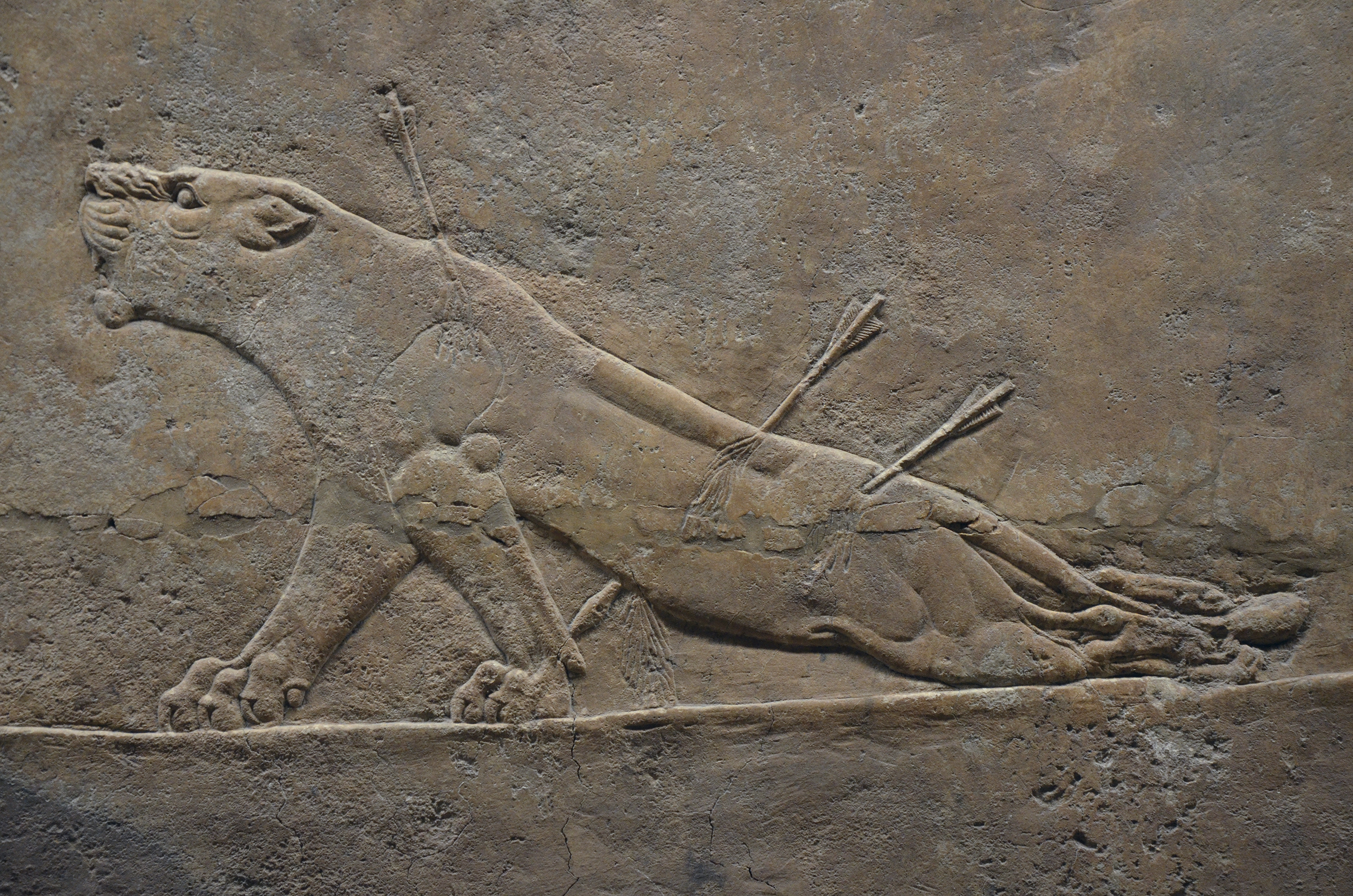
Leona herida.
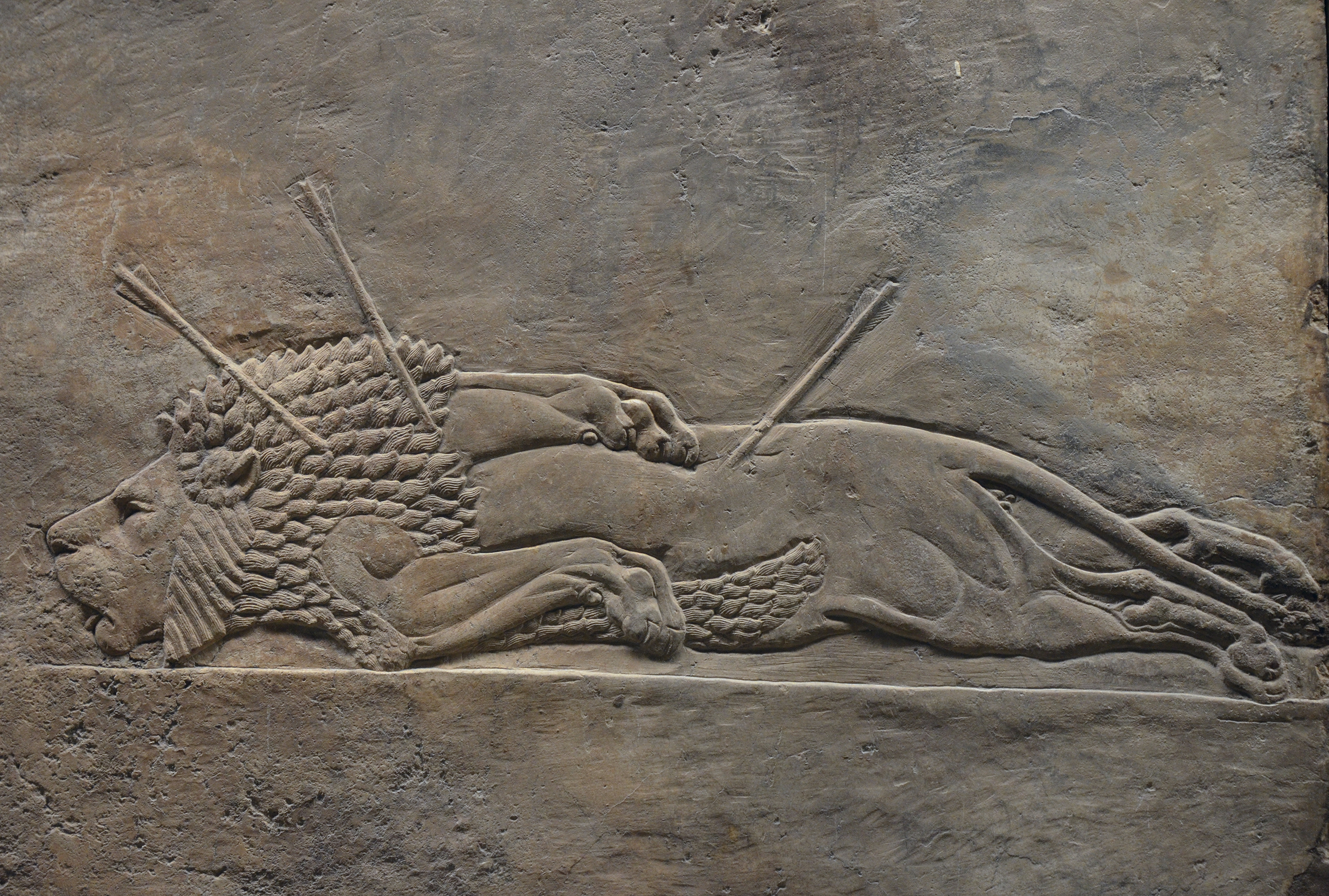
León muerto.
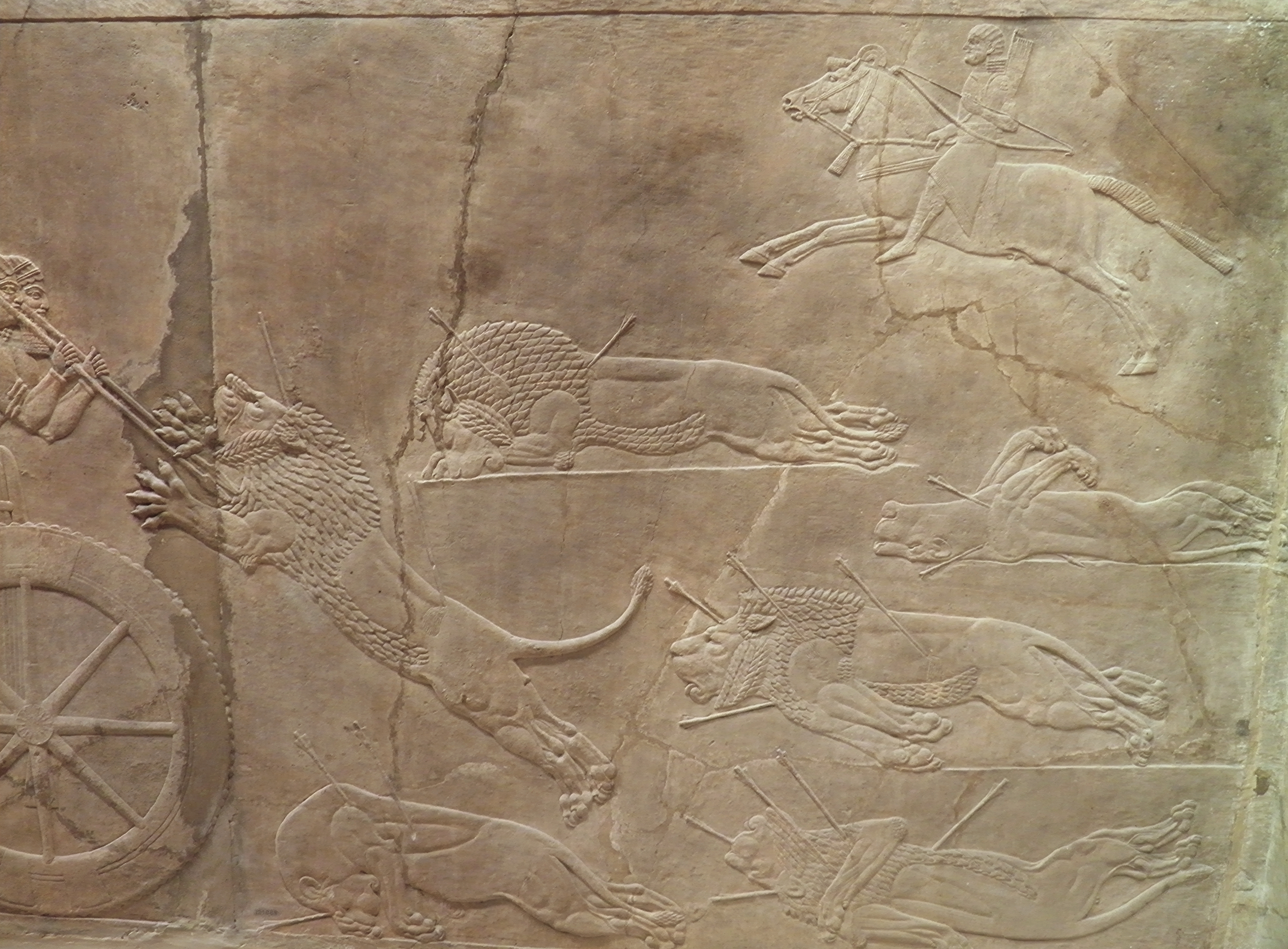
Leones muertos detrás del carro del rey.
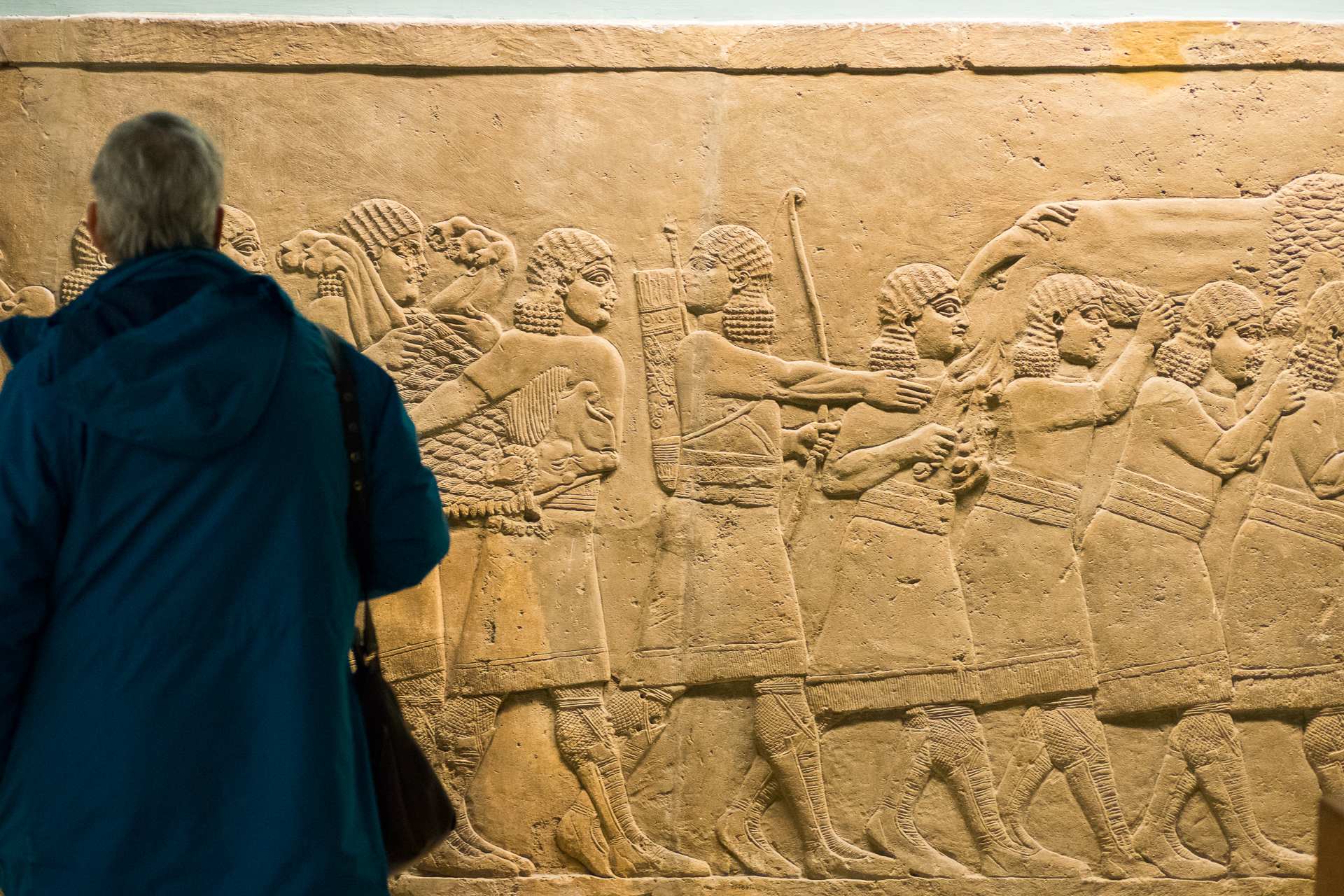
Cazadores llevando los leones muertos.
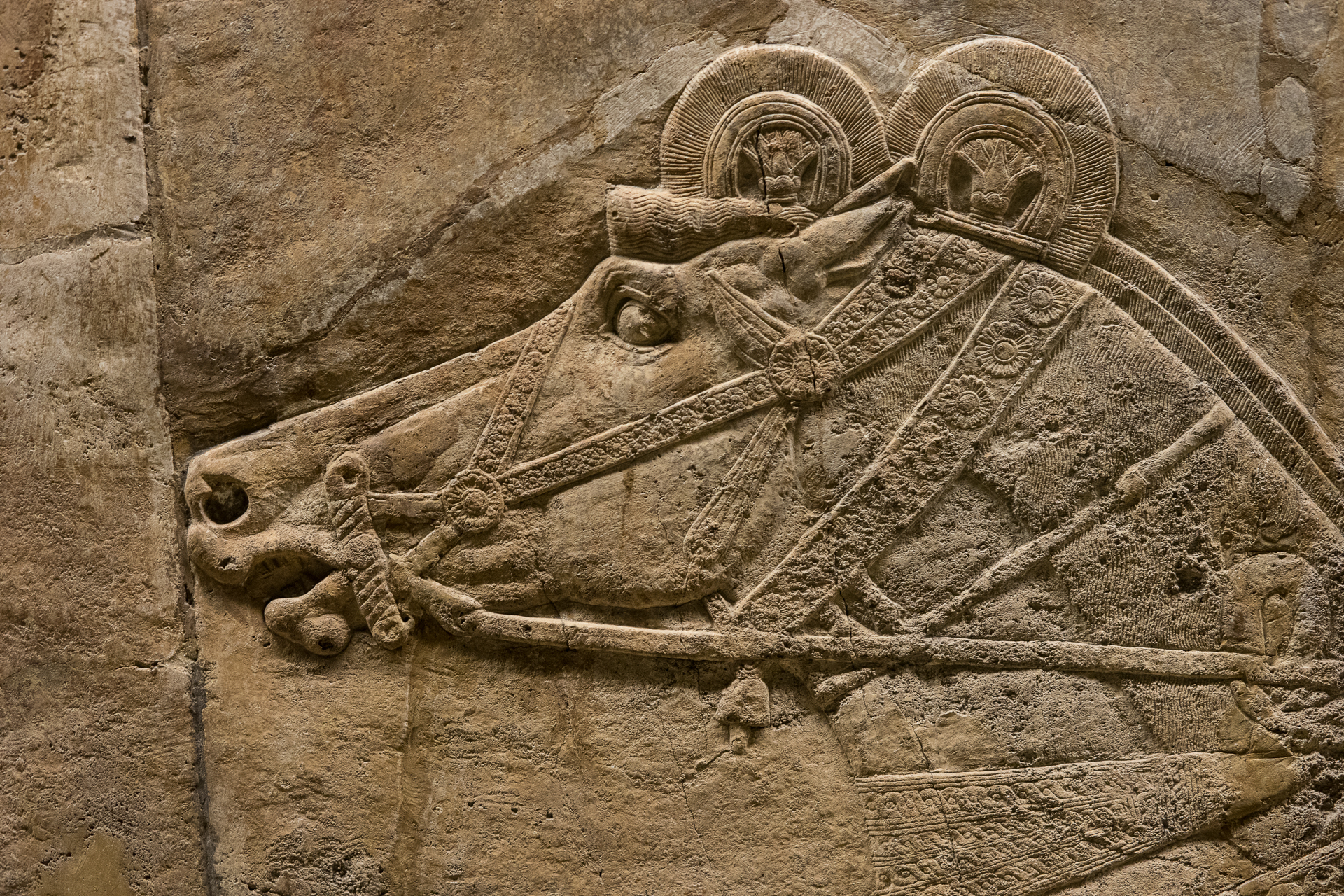
Los caballos del carro de guerra real.
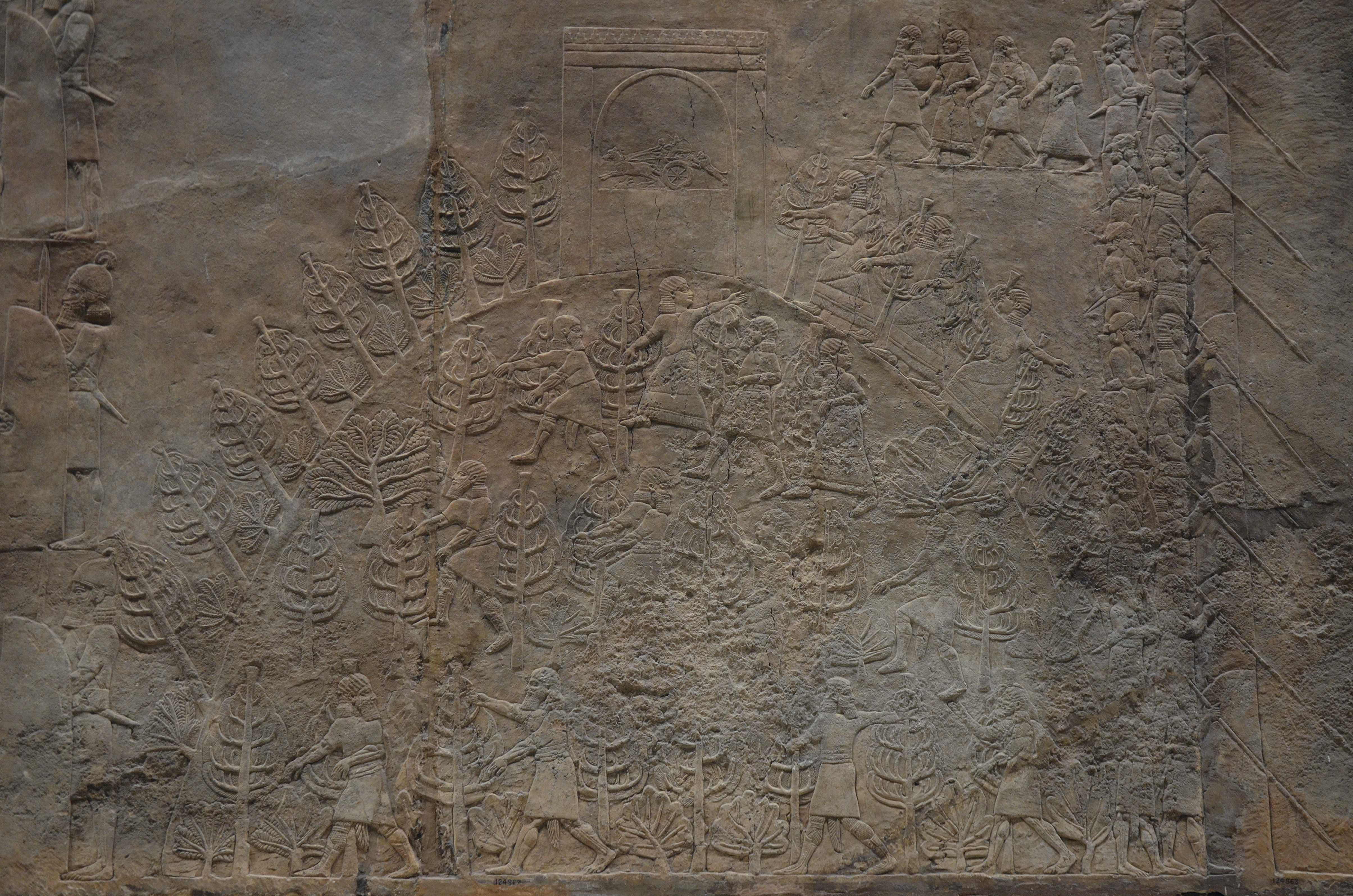
La colina boscosa, con el muro de escudos a la derecha.